# Мясо криля
Мясо кри́ля — мясо планктонных ракообразных (рачков), обитающих в поверхностных слоях воды умеренных и высоких широт океанов обоих полушарий Земли. Сами рачки небольшие, размером от 10 до 65 мм, массой до 2 г, но их большое количество позволяет производить пищевой продукт «мясо криля» в огромных объёмах.
В природе существует большое многообразие видов криля, многие из которых добываются человеком. В зависимости от места вылова криль подразделяют на норвежский, тихоокеанский, антарктический, атлантический и т. д. Одним из самых массовых промысловых видов криля является антарктический криль. По разным оценкам общая масса антарктического криля составляет от 200 до 500 миллионов метрических тонн.
С 70-х годов XX века СССР стал активно вылавливать криль в антарктических водах и мясо криля в консервированном виде стало массовым продуктом. За крилем с тех пор укрепилось название «антарктическая креветка».

## Промысел
Промышленный лов криля в настоящее время осуществляется в антарктических водах и у побережья Японии; мировая добыча криля в начале XXI века оценивается в 150—200 тыс. тонн.
Промысел ведётся специальными судами траулерами, на которых выловленный криль может замораживаться, перерабатываться на мясо, в крилевую муку, крилевый жир и т. д.

## Переработка
Существует много способов переработки криля, в том числе и на мясо.
Так, для выпуска мяса криля необходимо отделить мясо от панциря. Для этого криль варят при температуре 80° С, потом подают на специальные центрифуги, где происходит отделение более тяжёлого мяса от лёгкого панциря с внутренностями.
Кроме того, существует метод аэрошелушения, при котором освобождение мяса креветки от панциря происходит «выдувом» (мощным потоком воздуха). Однако, как и любая машинная обработка, такой способ может повредить целостности рачка. При производстве мяса криля, чем целее «шейки», тем ценнее продукт.

## Свойства
Мясо криля — природный источник белков, витаминов, минералов, полиненасыщенных жирных кислот.
В 100 граммах продукта содержится 17,5 г белка, причём белок криля содержит практически все незаменимые аминокислоты и усваивается на 96 % — 97 % (для сравнения, белок мяса усваивается на 75 % — 77 %). Полноценный белок экологически чистого мяса криля обеспечивает рост и развитие всех органов и систем, не обладает аллергическим действием, улучшает усвоение витаминов, хорошо сочетается с продуктами богатыми витамином E, что позитивно влияет на репродуктивную функцию женщин и мужчин .
Содержание фтора (2,8 мг в 100 г продукта) вдвое превышает поступление данного элемента с питьевой водой, других достаточных источников фтора в природе нет. Фтор необходим организму для образования костей, дентина и зубной эмали .
В 100 г мяса криля содержится половина суточной нормы необходимого для организма йода (суточная потребность — 100 мкг, в 100 г криля — 60 мкг) .
В 100 г криля содержится 4 мг железа. Для сравнения, в говядине содержание железа — 2,6 мг, в курятине — 3 мг, в рыбе — от 0,3 до 1,4 мг. Железо необходимо детям, беременным женщинам и женщинам детородного возраста для профилактики анемии, улучшения снабжения тканей кислородом.
Фтор и йод необходимы для обеспечения здоровья зубов, профилактики кариеса, улучшения умственного развития, выработки гормона щитовидной железы .
Этот продукт богат магнием, марганцем, медью, цинком, фосфором, хромом, что позволяет улучшить выработку в организме гормонов и ферментов, нормализовать обмен веществ .
Несмотря на то, что жира в криле немного, в нем содержатся очень ценные полиненасыщенные жирные кислоты Омега-3, Омега-6, арахидоновая кислота. Такой состав жирных кислот позволяет улучшить холестериновый обмен, отрегулировать регенерационные процессы в организме. Содержание полиненасыщенных жирных кислот Омега-3, Омега-6 является хорошим профилактическим средством для предупреждения и лечения атеросклероза (следовательно, инсультов и инфарктов) .
Мясо криля обладает также детоксикационным и радиопротекторным действием .
Потребление мяса криля всего 50 грамм в день позволяет снизить уровень холестерина в крови на 1-2 единицы в месяц. Следовательно, пожилым людям употребление этого продукта позволит улучшить качество своей жизни, снизит риск гиперхолестеринемии, сохранит память и уменьшит ломкость костей .
Низкая калорийность мяса криля позволит снизить вес, если он избыточный, а также улучшит состояние кожи и ногтей. Совмещение занятий фитнесом с регулярным употреблением в пищу мяса криля позволяет уменьшить количество подкожного жира и укрепить мышцы.
Мясо криля рекомендуется употреблять в салатах с добавлением яиц, орехов, лимона и различных зелёных овощей (огурец, капуста, петрушка, укроп, сельдерей, шпинат, различные листовые салаты, зелёный лук и т. п.).

## Пищевая ценность
В 100 г мяса криля содержится:
| Белки        | 17,5 г  |
| Жиры         | 1,8 г   |
| Углеводы     | 2,8 г   |
| Калорийность | 97 ккал |

Витамины (содержание в 100 г мяса криля):
| Витамин A  | 10 мкг  |
| Витамин PP | 1,7 мг  |
| Витамин E  | 0,6 мг  |
| Витамин B1 | 0,01 мг |
| Витамин B2 | 0,02 мг |

Жирнокислотный состав (суммарная массовая часть в жире) в 100 г мяса криля:
| Омега-3                   | 44,0% |
| Омега-6                   | 3,2%  |
| Линолевая кислота         | 2,7%  |
| Гамма-линоленовая кислота | 0,1%  |
| Альфа-линоленовая кислота | 1,0%  |
| Арахидоновая кислота      | 0,3%  |
| Эйкозапентаеновая кислота | 20,3% |
| Докозагексаеновая кислота | 20,1% |

Минеральные вещества (содержание в 100 г мяса криля):
| Натрий (Na)  | 565,0 мг |
| Фосфор (P)   | 137,0 мг |
| Калий (K)    | 94,0 мг  |
| Магний (Mg)  | 69,8 мг  |
| Кальций (Ca) | 41,7 мг  |
| Железо (Fe)  | 4,0 мг   |
| Фтор (F)     | 2,8 мг   |
| Йод (I)      | 0,05 мг  |

## Применение
Мясо криля используется для употребления в пищу как в качестве самостоятельного готового продукта, так и может служить основой для приготовления разнообразных блюд: повседневных, праздничных, диетических (фитнес-диета, бьюти-диета).